# Mišmeret
Mišmeret (hebrejsky מִשְׁמֶרֶת‎, doslova „Strážnice“, v oficiálním přepisu do angličtiny Mishmeret) je vesnice typu mošav v Izraeli, v Centrálním distriktu, v Oblastní radě Lev ha-Šaron.

## Geografie
Leží v nadmořské výšce 64 metrů v hustě osídlené a zemědělsky intenzivně využívané pobřežní nížině, respektive Šaronské planině, nedaleko od kopcovitých oblastí podél Zelené linie oddělujících vlastní Izrael v mezinárodně uznávaných hranicích od okupovaného Západního břehu Jordánu. Poblíž obce začíná vádí Nachal Poleg.
Obec se nachází 10 kilometrů od břehu Středozemního moře, cca 22 kilometrů severovýchodně od centra Tel Avivu, cca 65 kilometrů jižně od centra Haify a 5 kilometrů severně od města Kfar Saba. Mišmeret obývají Židé, přičemž osídlení v tomto regionu je etnicky převážně židovské. Západním směrem v pobřežní nížině je osídlení ryze židovské. Na východ od mošavu ovšem leží část pásu měst a vesnic obývaných izraelskými Araby - takzvaný Trojúhelník. Konkrétně jde o město Tira necelé 3 kilometry odtud. 5 kilometrů jihovýchodním směrem pak za Zelenou linií leží palestinské arabské město Kalkílija.
Mišmeret je na dopravní síť napojen pomocí místní silnice číslo 5531, která vede na sever, do sousední vesnice Cherut a dál do města Tel Mond.

## Dějiny
Mišmeret byl založen v roce 1946. Zakladateli vesnice byli židovští veteráni britské armády. Název obce odkazuje na boje židovských vojáků v druhé světové válce. Původně byla vesnice propojena se sousedním mošavem Cherut. V nynější lokalitě coby samostatná obec byla zřízena až po roce 1948.
Správní území mošavu dosahuje 3800 dunamů (3,8 kilometru čtverečního). Místní ekonomika je založena na zemědělství (pěstování květin a chov drůbeže).

## Demografie
Podle údajů z roku 2014 tvořili naprostou většinu obyvatel v Mišmeret Židé (včetně statistické kategorie "ostatní", která zahrnuje nearabské obyvatele židovského původu ale bez formální příslušnosti k židovskému náboženství).
Jde o menší sídlo vesnického typu s dlouhodobě rostoucí populací. K 31. prosinci 2014 zde žilo 1061 lidí. Během roku 2014 populace stoupla o 3,6 %.
| Rok            | 1961 | 1972 | 1983 | 1995 | 2001 | 2003 | 2004 | 2005 | 2006 | 2007 | 2008 | 2009 | 2010 | 2011 | 2012 | 2013 | 2014 |
| -------------- | ---- | ---- | ---- | ---- | ---- | ---- | ---- | ---- | ---- | ---- | ---- | ---- | ---- | ---- | ---- | ---- | ---- |
| Počet obyvatel | 333  | 320  | 279  | 374  | 398  | 536  | 618  | 689  | 746  | 801  | 852  | 972  | 1027 | 1010 | 1017 | 1024 | 1061 |